# 小山田古墳
小山田古墳（こやまだこふん）は、奈良県高市郡明日香村川原にある古墳。形状は方墳。史跡指定はされていない。
第34代舒明天皇の初葬地の「滑谷岡（なめはざまのおか）」や、蘇我蝦夷の墓の「大陵（おおみささぎ）」に比定する説がある。

## 概要
奈良盆地南縁、丸山古墳と明日香村大字岡を結ぶ道路北側の、低丘陵南面に築造された巨大方墳である。近年発見された埋没古墳であり、現在の古墳域には奈良県立明日香養護学校が立地する。これまでに数次の発掘調査が実施されている。
墳形は方形。一辺は東西で72メートル（北辺）・80メートル超（南辺）、南北で推定70メートルを測り、飛鳥時代の方墳としては最大規模になる。埋葬施設は横穴式石室と見られ、石室の羨道跡（南方に開口）が検出されている。羨道幅は2.6メートルを測り石舞台古墳（2.1-2.6メートル）と同程度で谷首古墳（桜井市阿部、1.7メートル）を上回るほか、羨道長さは8.7メートル以上を測り石舞台古墳（11.7メートル）級と推測される。羨道入り口（羨門）は判明したが玄室部分は未判明であり（推定古墳域の中央部が発掘されたが遺構は未判明）、石室の全体規模は未だ明らかでない。
この小山田古墳は、出土土器から古墳時代終末期・飛鳥時代中頃の7世紀中頃（特に640年代）の築造と推定される。下層では6世紀後半の集落跡が認められており、築造の際にはその集落を潰したと見られるほか、築造後の7世紀後半にはすでに掘割の埋没が認められる。被葬者としては、舒明天皇の初葬地とする説のほか、蘇我蝦夷の墓とする説が挙げられている。なお、付近では菖蒲池古墳（橿原市菖蒲町）などの古墳の分布も知られる。

## 遺跡歴
- 明治期、畑地として利用[6]。
- 1972年度（昭和47年度）、「小山田遺跡」の遺跡名称で第1次発掘調査[2]。
- 1989年度（平成元年度）、第2次発掘調査[2]。
- 1995年度（平成7年度）、第3・4次発掘調査[2]。
- 2014年度（平成26年度）、第5・6次発掘調査。掘割・板石積みを検出し、古墳の可能性が浮上（奈良県立橿原考古学研究所）[2][5]。
- 2015年度（平成27年度）、第7次発掘調査。大規模な造成跡を確認（奈良県立橿原考古学研究所）[2]。
- 2016年度（平成28年度）、第8次発掘調査。横穴式石室跡を検出、古墳と確定して遺跡名称を「小山田古墳」に変更（奈良県立橿原考古学研究所）[2][4]。
- 2017年度（平成29年度）、第9次発掘調査。石室羨道を確認（奈良県立橿原考古学研究所）[3]。
- 2018年度（平成30年度）、第10次発掘調査。東西の南辺が80メートル超と判明（奈良県立橿原考古学研究所）[1]。

## 被葬者
小山田古墳の実際の被葬者は明らかでないが、一説には第34代舒明天皇（息長足日広額天皇）の初葬地の「滑谷岡（なめはざまのおか/なめだにのおか）」に比定される。『日本書紀』によれば、同天皇は舒明天皇13年（641年）に百済宮で崩御したのち、皇極天皇元年（642年）に「滑谷岡」に葬られ、皇極天皇2年（643年）に「押坂陵」に改葬された（現陵は桜井市忍坂の段ノ塚古墳）。この舒明天皇の初葬地に比定する説では、本古墳が当時の最高権力者の墓と見られる点、墳丘斜面の階段状石積が段ノ塚古墳と類似する点が指摘される。

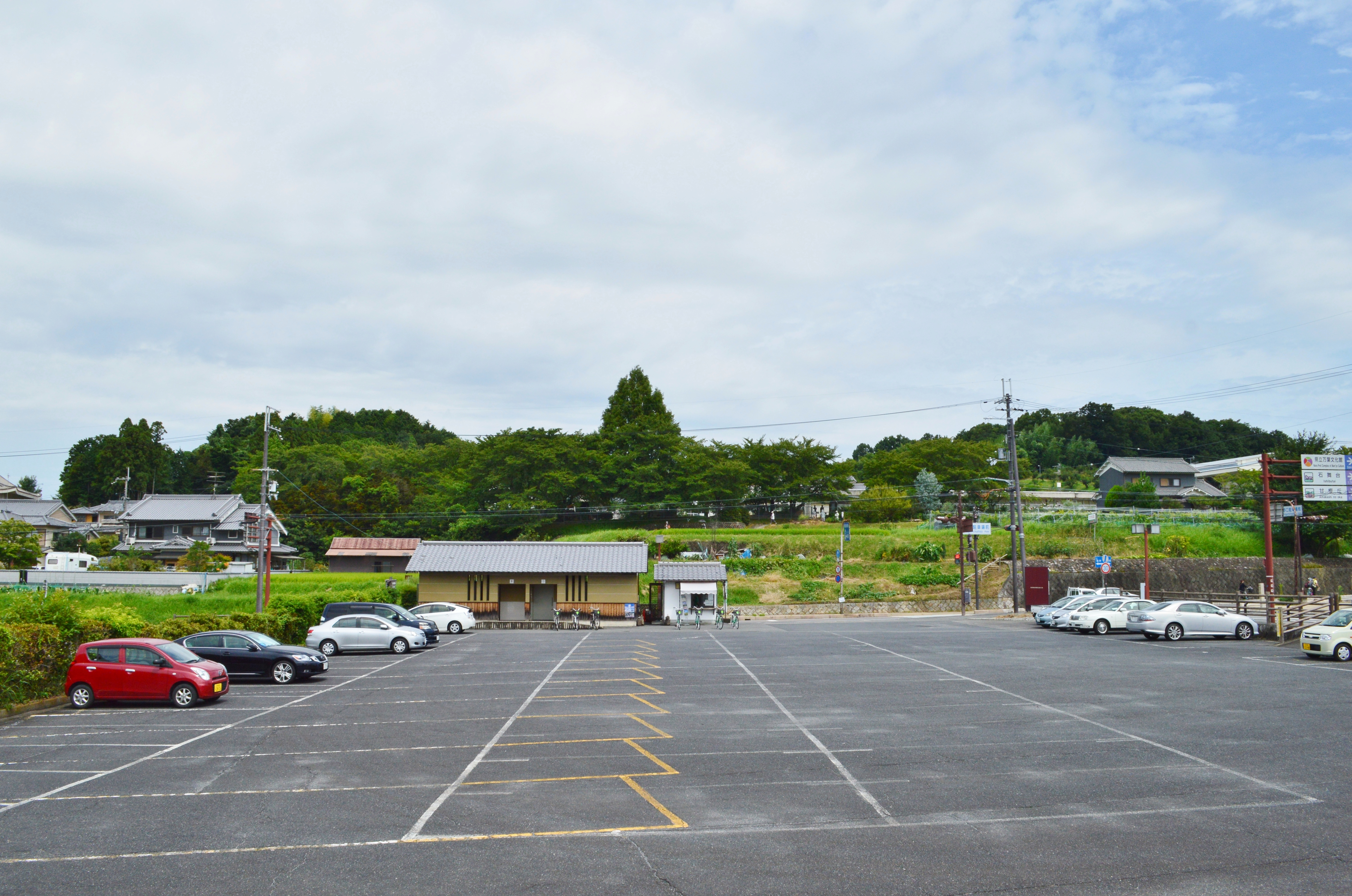
丘陵左に菖蒲池古墳（樹叢）
右に小山田古墳（明日香養護学校）

一方、本古墳を蘇我蝦夷が生前に築いた「大陵（おおみささぎ）」に比定する説もある。『日本書紀』によれば、蘇我蝦夷は皇極天皇元年（642年）に「双墓」を今来に造り、蝦夷の墓を「大陵」、子の入鹿の墓を「小陵」と称したほか、皇極天皇3年（644年）に「甘檮岡（甘樫丘）」に邸を建て、皇極天皇4年（645年）に滅ぼされて屍は墓に葬られた（乙巳の変）。この蘇我蝦夷の墓に比定する説では、蘇我蝦夷が当時に天皇と並ぶ権勢を誇った大豪族である点、当地が甘樫丘に近い場所である点、西隣の菖蒲池古墳が入鹿の「小陵」と見なせる点が指摘される。